# نیروی فضایی ایالات متحده آمریکا
نیروی فضایی ایالات متحده (انگلیسی: United States Space Force) با نام اختصاری USSF، شاخه ششم نیروهای مسلح ایالات متحده آمریکا است که قصد کنترل عملیات نظامی در فضای بیرونی دارد.
این نیرو در تاریخ ۲۰ دسامبر ۲۰۱۹ با امضای دونالد ترامپ رسماً به عنوان زیرمجموعه نیروی هوایی ایالات متحده آغاز بکار کرد. نیروی فضایی ایالات متحده شاخه جنگ فضایی نیروهای مسلح ایالات متحده است و یکی از هشت سرویس یونیفرم‌پوش ایالات متحده است. این نیرو نخستین نیروی جدید در نیروهای مسلح ایالات متحده از زمان بنیانگذاری نیروی هوایی توسط هری ترومن است. قبلاً مسئولیت مستقیم نیروی فضایی، فرماندهی فضا در نیروی هوایی، در ۱ سپتامبر ۱۹۸۲ با مسئولیت عملیات جنگ فضایی تشکیل شد.
مجوز قانون دفاع ملی برای سال ۲۰۲۰ فرماندهی فضایی نیروی هوایی را به عنوان نیروی فضایی ایالات متحده مجدداً طراحی کرد و آن را به عنوان یک شاخه مستقل از نیروهای مسلح ایالات متحده در ۲۰ دسامبر ۲۰۱۹ تأسیس کرد.
نیروی فضایی ایالات متحده به عنوان یک شاخه نظامی در وزارت نیروی هوایی و یکی از سه بخش نظامی در وزارت دفاع سازماندهی می‌شود. نیروی فضایی از طریق وزیر نیرو هوایی وزارت نیروی هوایی به وزیر دفاع گزارش می‌دهد و ریاست آن با تأیید سنا توسط رئیس‌جمهور منصوب می‌شود. از نظر تعداد پرسنل، این نیرو کوچک‌ترین شاخه نیروهای مسلح ایالات متحده در وزارت دفاع ایالات متحده است.
اول تیر ماه بود که دونالد ترامپ رئیس‌جمهور ایالات متحده آمریکا دستور تشکیل نیروی فضایی آمریکا را داد. دونالد ترامپ گفته نمی‌خواهد شاهد سلطه چین و روسیه بر فضا باشد. او همچنین در روز بنیانگذاری رسمی این نیرو گفت از هنگام تأسیس نیروی هوایی در زمان رئیس‌جمهور هری ترومن در هفتاد سال پیش، برای نخستین بار بخش جدیدی در نیروهای مسلح، یعنی نیروی فضایی آمریکا پایه‌گذاری می‌شود. نیروی فضایی آمریکا ابزارها و سازوکارهای لازم برای مبارزه در نبردهای آینده و تضمین پیروزی در آنها را فراهم می‌کند. فضا صحنه جنگهای آینده است و تهدیدهایی که از فضا به امنیت آمریکا وارد می‌شود بسیار خطیر است؛ بدست آوردن و حفظ برتری ایالات متحده در این خصوص امری حیاتی است.

## بودجه
بودجه پیشنهادی سال ۲۰۲۱ نیروی فضایی بالغ بر ۱۵ میلیارد دلار است که از طریق نیروی هوایی منتقل می‌شود.
| بودجه نیروی فضایی ایالات متحده  | ۲۰۲۰        | ۲۰۲۱ (پیشنهاد شده) |
| ------------------------------- | ----------- | ------------------ |
| عملیات و نگهداری                | $۴۰٬۰۰۰٬۰۰۰ | $۲٬۶۰۸٬۴۰۰٬۰۰۰     |
| خرید                            | -           | $۲٬۴۴۶٬۱۰۰٬۰۰۰     |
| تحقیق و توسعه، آزمایش و ارزیابی | -           | $۱۰٬۳۲۷٬۶۰۰٬۰۰۰    |
| مجموع                           | $۴۰٬۰۰۰٬۰۰۰ | $۱۵٬۳۸۲٬۱۰۰٬۰۰۰    |